# Битва за Беер-Шеву (1917)
Битва за Беер-Шеву (англ. Battle of Beersheba (1917), тур. Birüssebi Muharebesi, нім. Schlacht von Birüssebi) — епізод Синайсько-Палестинської кампанії в ході Першої світової війни. Початкова фаза третьої битви за Газу під час якої Єгипетські експедиційні сили Британської імперії атакували та захопили турецький гарнізон групи армій «Йилдирим» під Беер-Шевою. Битва за Беер-Шеву сталася 31 жовтня 1917 року.

## Історія
Вранці 31 жовтня 1917 року піхотні 60-та (Лондонська) та 74-та (Йоменська) дивізій XX корпусу Єгипетських експедиційних сил здійснювали обмежені за розмахом атаки з південного заходу на Беер-Шеву, одночасно Анзакська кінна дивізія Пустельного кінного корпусу розпочала серію атак на міцну оборону на східній стороні міста, в результаті чого вони були захоплені у пообідній час. Незабаром після цього 4-й та 12-й легкі кавалерійські полки 4-ї легкої кавалерійської бригади австралійської кінної дивізії провели кінну атаку з шашками наголо, оскільки гвинтівки були перекинуті на спину. Частина двох полків спішилася з коней, щоб атакувати околиці Тель-ес-Шеви, у передмісті Беер-Шеви, тоді як решта легких вершників продовжили свій наступ у місто, захопивши місце та частину гарнізону, коли він виходив.

## Відео
- Two Steps from Hell — Victory Charge of the Australian Light Horse, Beersheba — extended version [Архівовано 1 листопада 2020 у Wayback Machine.]